# Abbeville (Misisipi)
Abbeville es un pueblo del Condado de Lafayette, Misisipi, Estados Unidos. Según el censo de 2000 tenía una población de 423 habitantes.

## Demografía
Según el censo de 2000, había 423 personas, 172 hogares y 130 familias residiendo en la Localidad. La densidad de población era de 46,9 hab./km². Había 188 viviendas con una densidad media de 20,9 viviendas/km². El 93,85% de los habitantes eran blancos y el 5,67% afroamericanos. El 0,47% de la población eran hispanos o latinos de cualquier raza.
Según el censo, de los 172 hogares en el 26,2% había menores de 18 años, el 61,0% pertenecía a parejas casadas, el 12,2% tenía a una mujer como cabeza de familia, y el 24,4% no eran familias. El 20,3% de los hogares estaba compuesto por un único individuo, y el 7,0% pertenecía a alguien mayor de 65 años viviendo solo. El tamaño promedio de los hogares era de 2,46 personas, y el de las familias de 2,86.
La población estaba distribuida en un 20,1% de habitantes menores de 18 años, un 11,8% entre 18 y 24 años, un 26,2% de 25 a 44, un 27,7% de 45 a 64, y un 14,2% de 65 años o mayores. La media de edad era 38 años. Por cada 100 mujeres había 93,2 hombres. Por cada 100 mujeres de 18 años o más, había 89,9 hombres.
Los ingresos medios por hogar en la Localidad eran de 33.542 dólares ($), y los ingresos medios por familia eran 36.000 $. Los hombres tenían unos ingresos medios de 27.386 $ frente a los 21.518 $ para las mujeres. La renta per cápita para la ciudad era de 18.882 $. El 11,8% de la población y el 9,6% de las familias estaban por debajo del umbral de pobreza. El 20,7% de los menores de 18 años y el 2,9% de los habitantes de 65 años o más vivían por debajo del umbral de pobreza.

## Geografía
Según la Oficina del Censo de los Estados Unidos, la Localidad tiene un área total de 9,0 km², todos ellos de tierra firme.